# Kanji
Kanji (japanski: 漢字) kineski su znakovi korišteni u suvremenom japanskom jeziku zajedno s hiraganom, katakanom, arapskim brojevima te povremeno latinicom. Japanska riječ kanji (漢字) doslovno znači Han znakovi odnosno kineski znakovi i identična je terminu korištenom u kineskom jeziku za kinesko pismo (Hànzì).
Kinesko pismo je po prvi puta dovedeno u Japan putem članaka uvezenih iz Kine. Jedan od ranijih takvih primjera je zlatni pečat vladara Dinastije Han iz 57. godine. Nije posve jasno jesu li stanovnici Japana sami ovladali klasičnim kineskim jezikom. Smatra se da su prve japanske spise vjerojatno pisali kineski imigranti.
Od učenika u Japanu se očekuje da nauče 1006 osnovnih znakova kanjija, tzv. kyōiku kanji prije no što završe šesti razred osnovne škole. Redoslijed kojim uče znakove je dogovoren i nepromjenjiv. Prethodno navedeni kyōiku kanji dio je većeg popisa znakova kanjija — jōyō kanji koji predstavlja uvjet za tečnost i razumijevanje japanskog pismenog jezika prisutnog u većini novina te literaturi. Jōyō kanji je potrebno savladati do kraja devetog razreda. Joyo kanji je ponešto izmijenjeni tōyō kanji.